# 2992 Vondel
2992 Vondel је астероид главног астероидног појаса са средњом удаљеношћу од Сунца која износи 2,748 астрономских јединица (АЈ).
Апсолутна магнитуда астероида је 13,0.